# Campionat de Catalunya de futbol 1908-1909
La temporada 1908-09 del Campionat de Catalunya de futbol fou la desena edició de la competició. Fou disputada la temporada 1908-09 pels principals clubs de futbol de Catalunya.

## Primera Categoria

### Classificació final
| Pos | Equip            | PJ | PG | PE | PP | GF | GC | DG | Pts | Classificació |     | Futbol Club Barcelona | Futbol Club Espanya | Club Deportiu Espanyol | Català Futbol Club | Athletic Club Galeno |
| --- | ---------------- | -- | -- | -- | -- | -- | -- | -- | --- | ------------- | --- | --------------------- | ------------------- | ---------------------- | ------------------ | -------------------- |
| 1   | FC Barcelona (C) | 8  | 5  | 3  | 0  | 16 | 7  | +9 | 13  | Campió        |     | —                     | (c/p)               | 3–1                    | 2–2                | 4–0                  |
| 2   | FC Espanya       | 8  | 3  | 2  | 3  | 13 | 10 | +3 | 8   |               |     | 2–2                   | —                   | 3–0                    | 1–2                | 1–1                  |
| 3   | CD Espanyol      | 8  | 4  | 0  | 4  | 13 | 11 | +2 | 8   |               | 0–1 | 0–2                   | —                   | 3–0                    | 2–0                |                      |
| 4   | Català SC        | 8  | 2  | 2  | 4  | 8  | 16 | −8 | 6   |               | 1–1 | 3–1                   | 0–2                 | —                      | 0–2                |                      |
| 5   | AC Galeno        | 8  | 2  | 1  | 5  | 12 | 18 | −6 | 5   |               | 1–3 | 2–3                   | 2–5                 | 4–0                    | —                  |                      |

Tots els clubs eren de Barcelona. Aquesta temporada va reaparèixer el CD Espanyol, que incorporà els jugadors de l'X SC, equip que havia guanyat tres campionats de Catalunya consecutius. Com a conseqüència de l'absorció, l'X desaparegué.

### Resultats finals
- Campió de Catalunya: FC Barcelona
- Classificats pel Campionat d'Espanya: FC Barcelona
- Descensos: No hi havia descensos reglamentats
- Ascensos: No hi havia ascensos reglamentats

## Segona Categoria
Es va organitzar un campionat de segona categoria, anomenat campionat de júniors, amb els següents participants: CS Sabadell FC, Catalònia FC, FC Central, FC Numància, Victòria i Sportivo.
El FC Central es proclamà campió.